# Карлос-Касарес (округ)
Округ Карлос-Касарес (ісп. Carlos Casares) — адміністративно-територіальна одиниця 2-ого рівня у провінції Буенос-Айрес в центральній Аргентині. Адміністративний центр округу — Карлос-Касарес (ісп. Carlos Casares).
Населення округу становить 22237 осіб (2010). Площа — 2520 кв. км.

## Історія
Округ заснований у 1907 році.

## Населення
У 2010 році населення становило 22237 осіб. З них чоловіків — 10856, жінок — 11381.

## Політика
Округ належить до 4-ого виборчого сектору провінції Буенос-Айрес.